# Isohypsibius granditintinus
Isohypsibius granditintinus är en djurart som tillhör fylumet trögkrypare, och som beskrevs av Chang och Rho 1996. Isohypsibius granditintinus ingår i släktet Isohypsibius och familjen Hypsibiidae. Inga underarter finns listade i Catalogue of Life.